# Agnes Freda Forres

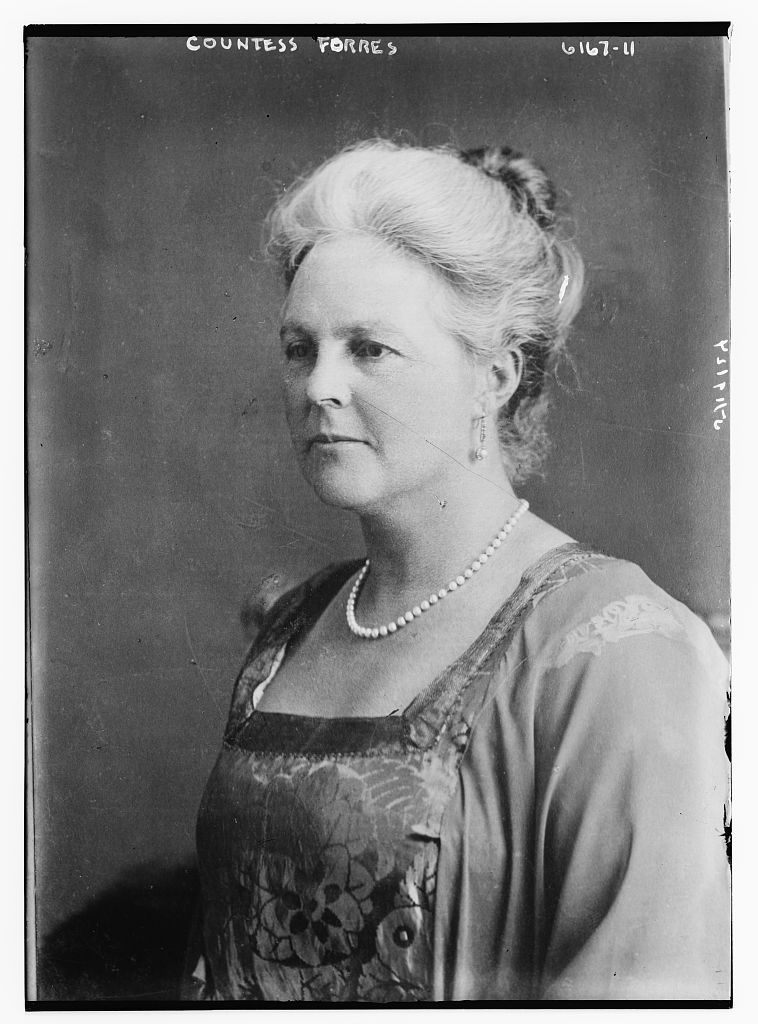
Comtesse Agnes Freda Forres

Agnes Freda Forres, (née Herschell 9 octobre 1881-5 mai 1942) est une artiste britannique connue pour son travail de sculpture en bronze et en plâtre.

## Biographie
Forres est né à Weybridge dans le Surrey. Elle est la fille de Lord Herschell, solliciteur général et plus tard Lord grand chancelier, et semble avoir fait ses études à l'étranger. En 1912, elle épouse Archibald Williamson, homme politique et homme d'affaires devenu baron Forres. Au cours des années 1920, Agnes Forres passe trois ans dans l'atelier du sculpteur Charles Sargeant Jagger, d'abord comme élève puis comme assistante d'atelier. En 1926, Forres expose un portrait en buste en bronze au Salon des Artistes Français à Paris et y montre une œuvre en plâtre l'année suivante. Entre 1926 et 1938, Forres expose cinq œuvres à la Royal Academy de Londres,.
En 1930, Forres commande une sculpture en relief, The Mocking Birds, à Jagger pour sa maison à Londres et l'aide à organiser son exposition commémorative en 1935. Pendant la Seconde Guerre mondiale, Forres travaille dans un certain nombre de comités de secours, mais meurt en mai 1942 lorsqu'elle tombe sous un train à la station de métro Green Park, dans le centre de Londres.